# Sherwood Brown
Sherwood Terrell Brown (Columbus, 2 agosto 1991) è un cestista statunitense.